# Фонди управління трансформацією науково-технічних досягнень КНР
Китайські урядові інвестиційні фонди (фонди управління трансформацією науково-технічних досягнень КНР) -- китайські державні фонди, що з’явилися в результаті структурної реорганізації, перекласифікації та об’єднання раніше існуючих національних фондів з різних державних департаментів. Найбільшим експеримент в історії використання державного капіталу для переформування економіки країни. Сформовані як державно-приватні партнерські відносини, ці інвестиційні засоби постачаються державними коштами, а потім об'єднуються з приватним капіталом для інвестування в підприємства, які уряд вважає гідними.

## Історія
Коли транснаціональні технологічні компанії Apple, Google і інші почали переносити виробництво з Китаю і перебудовувати глобальні ланцюжки поставок, Китай проголосив відмову від кредитно-фінансової корпоративного капіталізму і перехід до замкнутій системи державної економіки з інкорпорованими в неї фрагментами приватного сектора. Каналами зосередження інвестицій в цільових галузях стали фонди управління трансформацією науково-технічних досягнень КНР.
Technology Innovation Guiding Fund КНР складається з трьох основних фондів, які, в свою чергу, організовані у декілька підфондів (FOF). Вони інвестують в інноваційні стартапи та МСБ у пріоритетних та стратегічних сферах за допомогою фондів венчурного капіталу (VC), приватного капіталу та компенсації ризиків, а також відповідно до ринкових механізмів. Метою є стимулювання передачі, використання великих літер та комерціалізації результатів наукових технологій.
Нові інститути (поширилися з 2018 року) виникають в основному при профільних підрозділах регіональних міністерств і відомств і діють, керуючись принципами інвестиційного менеджменту. Акумулюючи кошти різних донорів - агентств, великих банків, зацікавлених держпідприємств, приватний венчурний капітал, державні фінанси, - ДФНП формують інвестиційні комітети, проводять конкурси проектів і фінансують кращі з них. Фонди користуються фіскальними преференціями від влади, однак поводяться незалежно в певних їм секторах і сферах. 60% з них працюють тільки з інноваціями.
Після ІІ світової війни подібною діяльністю у США займались Національний науковий фонд під керівництвом Ванневара Буша ( "модель технологічного трикутника Ваннівара Буша", союз між урядом, промисловістю та наукою, важлива інновація, що сприяла технологічній революції XX століття), приватні інвестиційні фірми, та Центри розвитку малого бізнесу, організовуючи довготривалі інвестиції в цільові галузі. Західні не перекладено інвестиційні фірми приватного капіталу та інвестиційних фондів не слід плутати з інвестиційними гедж-фондами, які зазвичай роблять короткострокові інвестиції в цінні папери та інші більш ліквідні активи в галузевому секторі, але з меншим прямим впливом або контролем над діяльністю конкретної компанії.
Під час кризи 2020-го перевірений засіб виходу з економічної кризи 2008 року було творчо переосмислено: об'єктом інвестування стала не фізична, а цифрова інфраструктура. Гроші були спрямовані на поліпшення мереж зв'язку, базові станції 5G, впровадження ІІ в базову інфраструктуру, нові обчислювальні потужності і процесингові центри, блокчейн і супутниковий зв'язок. Такий підхід різко контрастує з «План порятунку» економіки США, де близько 1 трлн. дол. пропонується роздати населенню у вигляді прямих трансфертів або допомоги з безробіття.
Загалом, за озвученими китайським прем'єром даними, до 2020 року Китай довів обсяг прямих інвестицій на НДДКР до 350 млрд дол.

### Національний Фонд Зеленого Розвитку
Перший національний фонд Китаю, присвячений інвестиціям у зелені проєкти. Започаткований Міністерством фінансів, Міністерством екології та навколишнього середовища та муніципалітетом Шанхаю.
Фонд має на меті зосередитись на ключових сферах зеленого розвитку вздовж Економічного поясу річки Янцзи, внесе новий поштовх в екологічний прогрес країни.
Кошти, зібрані компанією, будуть спрямовані на інвестиції в контроль за забрудненням, екологічне відновлення, заліснення національних земель, збереження енергії та ресурсів, зелений транспорт та чисту енергію.
Чень Інь, керівник підготовчої групи компанії, сказав, що група підготувала близько 80 проектів різного типу, пов'язаних із зеленим розвитком.
Із спочатку залученого капіталу 28,6 млрд. юанів внесли Міністерство фінансів та 11 провінцій та міст вздовж річки Янцзи, 57,5 млрд. юанів надійшло від фінансових установ (ICBC та Банк Китаю) та 2,4 млрд. юанів від державних та приватних підприємств. 

## Проєкти
30 квітня 2019 року Міністерство науки і технологій Китаю оприлюднило Guoke Fazi 2019/143, оголосивши про фінансування певних проєктів за програмою, яка отримала назву "Стратегічне міжнародне науково-технічне інноваційне співробітництво".
Оголошення включає деталі кількох різних типів науково-дослідних проєктів, які будуть спрямовані на підтримку секторів астрономічних досліджень, зміни клімату та матеріалознавство.
У 2017 році Міністерство науки і технологій Китайської Народної Республіки  схвалило Керівні принципи застосування 14 ключових спеціальних проєктів :
- "Дослідження стовбурових клітин та трансформація";
- "Нанотехнології";
- "Квантовий контроль та квантова інформація";
- "Спеціальні дослідження міждисциплінарних досліджень великих наукових приладів";
- «Білкова машина та регулювання життєвих процесів";
- "Глобальні зміни та відповідь";
- Пілотний проект "Комплексних технологічних досліджень і розробок застосування хімічних добрив та зменшення пестицидів" та підвищення ефективності ”;
- "Спеціальні науково-технічні інновації з високим врожайністю та збільшенням зерна";
- "Дослідження та розробка комплексної профілактики та санації сільськогосподарських неточкових джерел та забруднених важкими металами сільськогосподарських угідь".
- «Сім основних селекційних культур»;
- "Сучасна харчова промисловість та технологія та обладнання для збору, зберігання та транспортування зерна";
- "Спеціальні дослідження щодо профілактики та боротьби з основними хворобами худоби та птиці та комплексної технології для ефективного та безпечного розведення";
- «Вирощування лісових ресурсів та ефективне використання технологічних інновацій»;
- «Розумне обладнання для сільськогосподарських машин».

## Див.також
| - Фонд Шовкового шляху - China State-Owned Assets Venture Investment Fund - State-owned Enterprises Guochuang Guidance Fund - National Integrated Circuits Industry Investment Fund - Shanghai Integrated Circuits Industry Investment Fund - China Big Data Industry Development Fund - National Advanced Manufacturing Investment Fund - China Culture Industry Investment Fund - Beijing Big Data Industry Investment Fund - Інші фонди - Yangtze River Industry Fund - Shenzhen State-owned Asset Reform and Development Fund - Xinjiang Uyghur Autonomous Region PPP Government Guidance Fund - Shenzhen Guidance Fund - Jiangxi Development Upgrade Guidance Fund - Haihe Indutry Guidance Fund - Henan Industrial Agglomeration Area Development Investment Fund - National Emerging Industry Investment Guidance Fund - Chengdu Qianhai Indutriy Guidance Fund - Xuzhou Indutry Development Guidance Fund - Yangzhong Smart Yangtze River Guidance Fund - Beijing Technology Innovation Fund - Tianjin Indutry Innovation Guidance Fund - Zhongyuan Silk Road Fund - Guangdong Integrated Circuit Indutrial Investment Fund - National Small and Medium-size Enterprises Development Fund - Shangdong Private Equity Investment Guidance Fund - Xiamen Indutry Guidance Fund - Jilin Government Indutry Investment Guidance Fund - Shenzhen Futian District Guidance Fund - Спеціалізовані інвестиційні банки - Список інвестиційних банків - Фонд розвитку МСБ |